# Gilena
Gilena è un comune spagnolo di 3 848 abitanti situato nella comunità autonoma dell'Andalusia.